# Carinaria lamarckii
Carinaria lamarckii là một loài sea gastropod, là động vật thân mềm chân bụng sống ở biển trong họ Carinariidae.

## Miêu tả
The maximum recorded (shell?) length is 115 mm.

## Môi trường sống
Độ sâu nhỏ nhất ghi nhận được là 0 m. Độ sâu lớn nhất ghi nhận được là 675 m.

## Hình ảnh

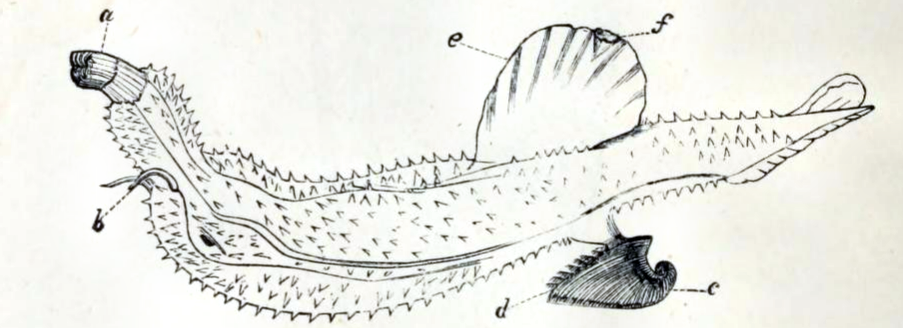